# Faro de Azeda
El Faro de Azeda es un faro portugués localizado en la ciudad de Setúbal.
La torre es cilíndrica y blanca con dos franjas horizontales rojas en la parte superior. La linterna y el balcón, son también rojos.
Se sitúa sobre la cima de una colina en el norte de la Rua Nova Sintra, cerca de la Rua Carlos Daniel, a 2,8 km al nordeste del faro de Doca Pesca, de menor altura.
La torre, funciona también como depósito de agua para abastecer a la ciudad.